# تيودورو هرنانديز
تيودورو هرنانديز (بالإسبانية: Teodoro Hernández)‏ هو لاعب رماية مكسيكي، ولد في 1893 في Rioverde, San Luis Potosí ‏ في المكسيك، وتوفي في القرن العشرين.

## وصلات خارجية
- تيودورو هرنانديز على موقع أوليمبيديا (الإنجليزية)